# Senna

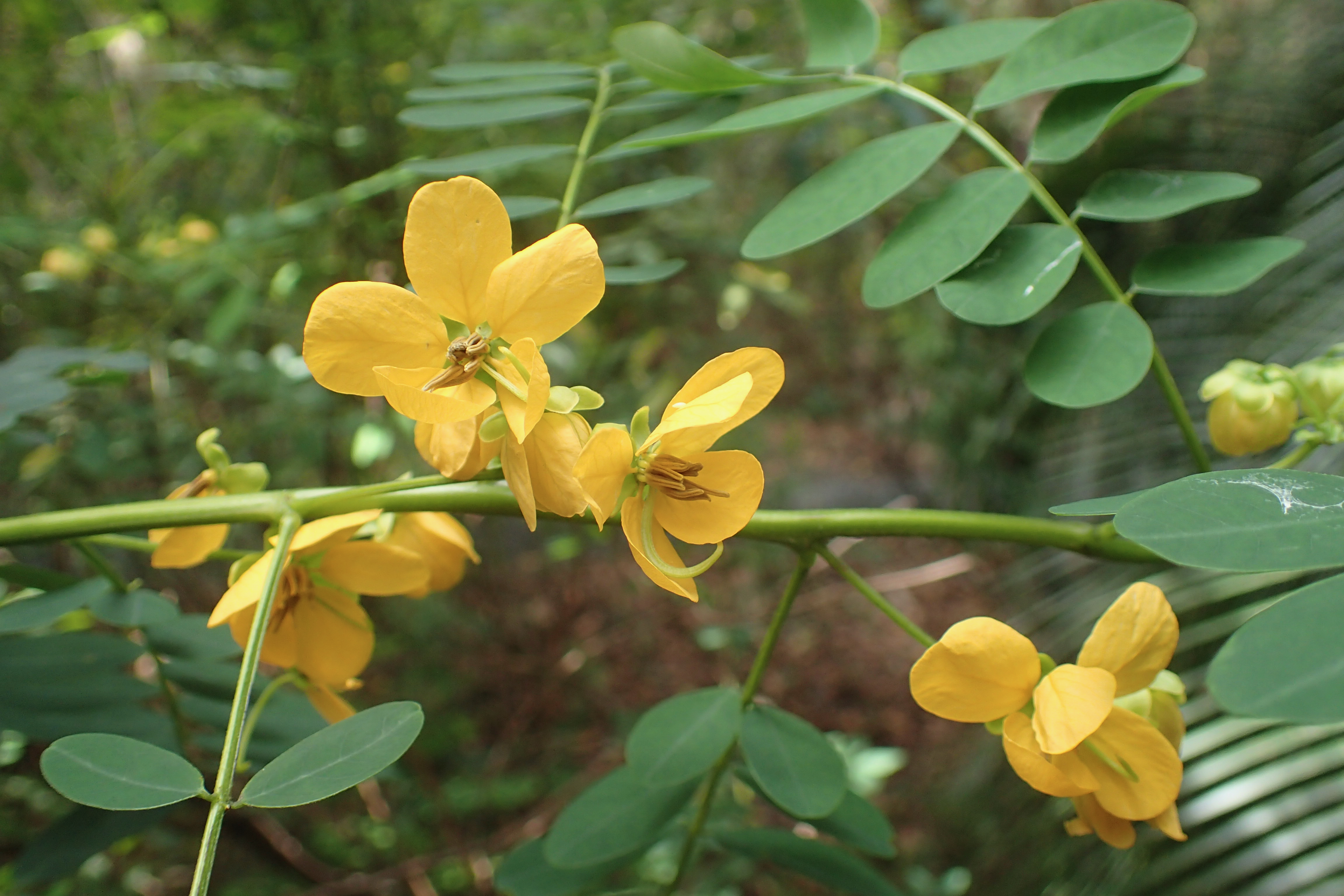
Senna acclinis

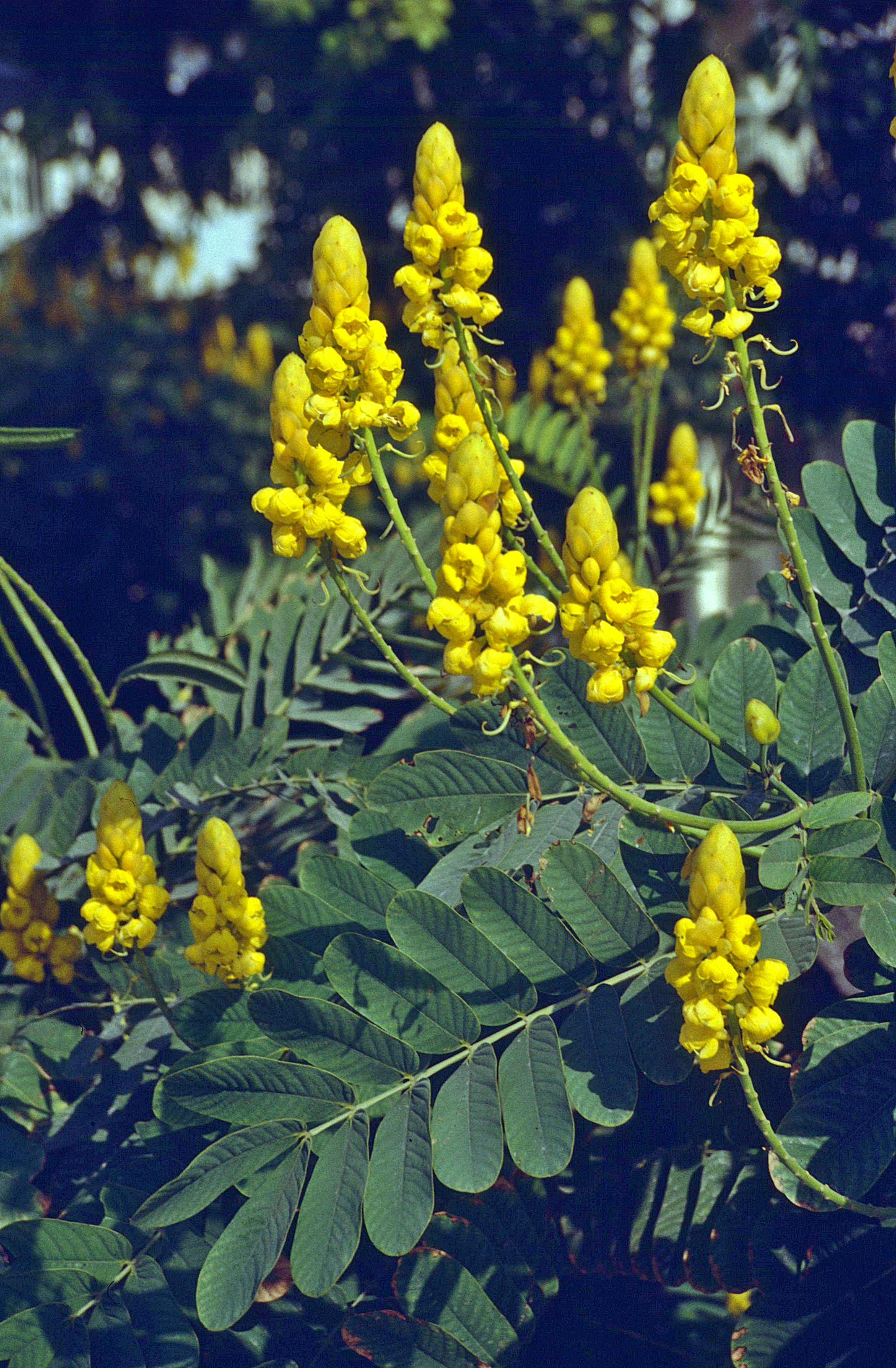
Senna alata

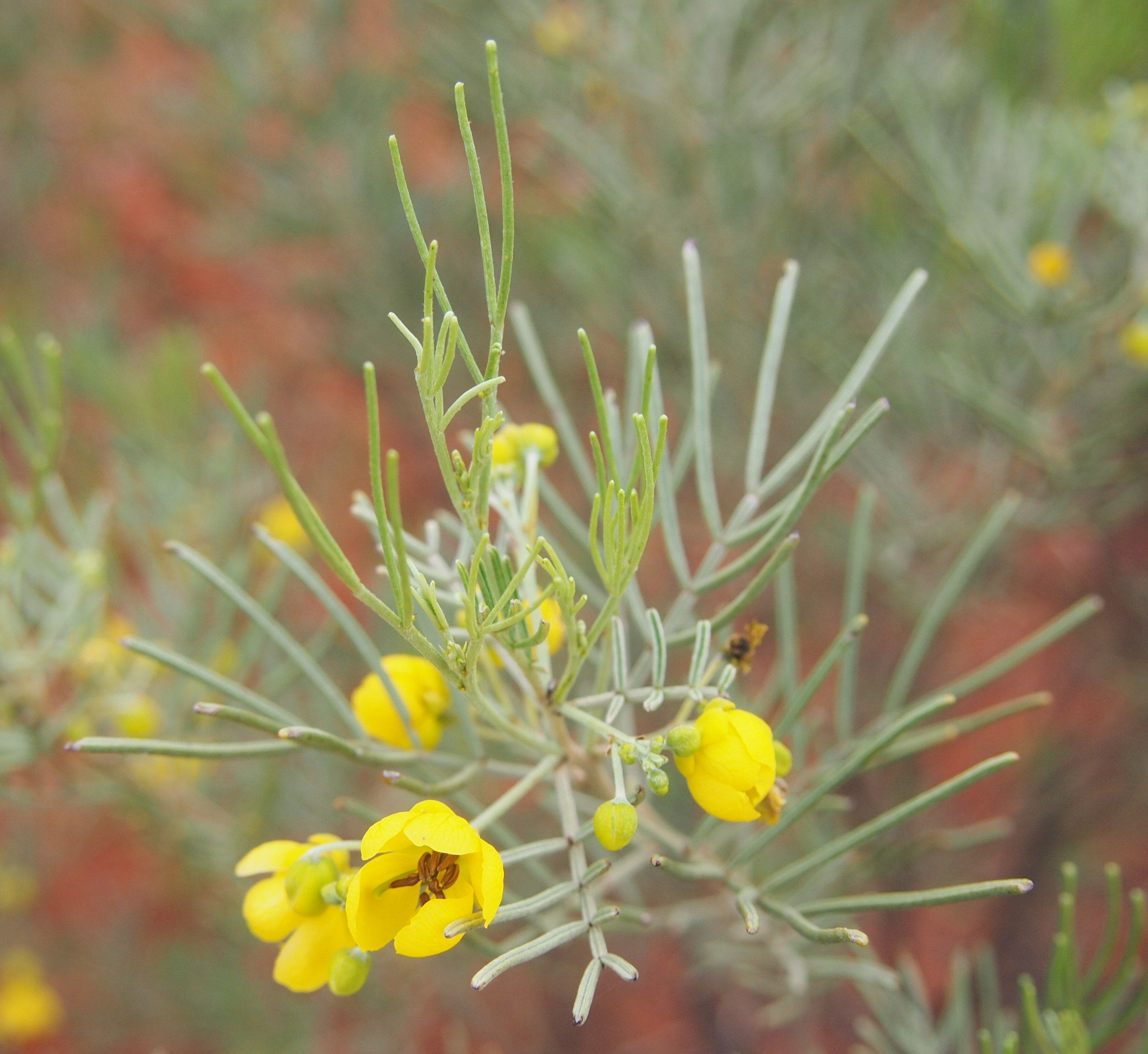
Senna artemisioides

Senna – rodzaj roślin należący do rodziny bobowatych (Fabaceae) z podrodziny brezylkowych (Caesalpinioideae). Obejmuje ok. 280–300 gatunków. Występują w całej strefie międzyzwrotnikowej, a nieliczne gatunki rosną także w strefach umiarkowanych. Zasięg rodzaju obejmuje całą Amerykę Południową, Afrykę i Australię oraz południową część Ameryki Północnej i Azji. Rodzaj najbardziej zróżnicowany jest na kontynentach amerykańskich, gdzie obecnych jest 206 gatunków. W Australii obecne są 33 gatunki, w Afryce kontynentalnej 20, na Madagaskarze 9, w Azji południowej występują pojedyncze gatunki. Rośliny te rosną głównie w suchych formacjach zaroślowych i leśnych, na sawannach, w caatindze, cerrado, w formacjach nadbrzeżnych, nieliczne występują w wilgotnych lasach równikowych. Liczne gatunki zostały rozprzestrzenione poza pierwotnym zasięgiem i stały się uciążliwymi gatunkami inwazyjnymi.
Liczne gatunki z tego rodzaju uprawiane są jako rośliny ozdobne. Wykorzystywane są także jako rośliny lecznicze, głównie ze względu na właściwości przeczyszczające. S. alata stosowana jest także przy chorobach skóry i do odrobaczania. Niektóre gatunki wykorzystywane są na obszarach suchych jako rośliny pastewne (np. S. artemisioides, S. didymobotrya). Na plantacjach kawowców sadzona jest jako roślina zacieniająca S. lactea, której drewno cenione jest także w meblarstwie i służy jako paliwo. Cenionego drewna ze względu na wytrzymałość dostarcza S. siamea (wykorzystywane jest do budowy mostów i w kopalniach). Nasiona S. occidentalis i S. tora wykorzystywane bywają jako substytut kawy. Rośliny z tego rodzaju dostarczają także barwników, substancji leczniczych i aromatyzujących, służą do trucia ryb i garbowania skór. 
Nazwa rodzaju powstała z arabskiego słowa sana lub sanna znaczącego roślinę o liściach i strąkach działającą przeczyszczająco.

## Morfologia

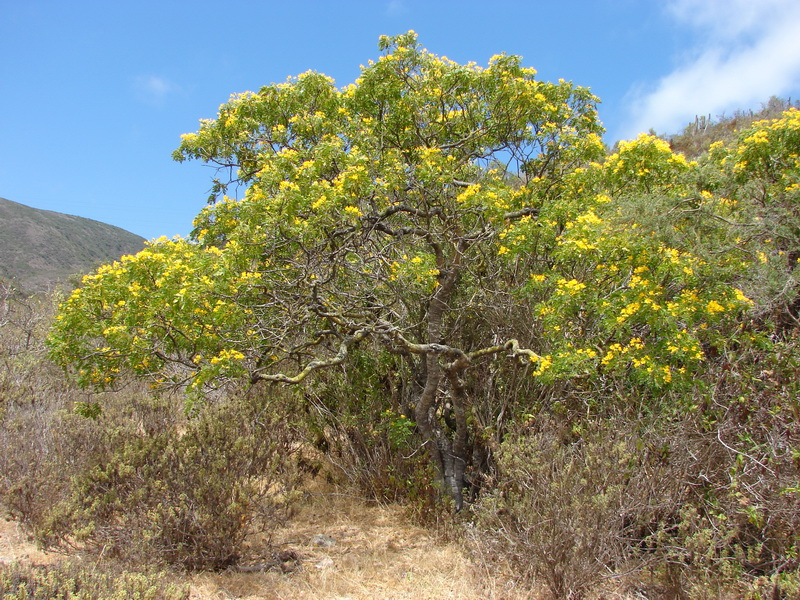
Senna candolleana

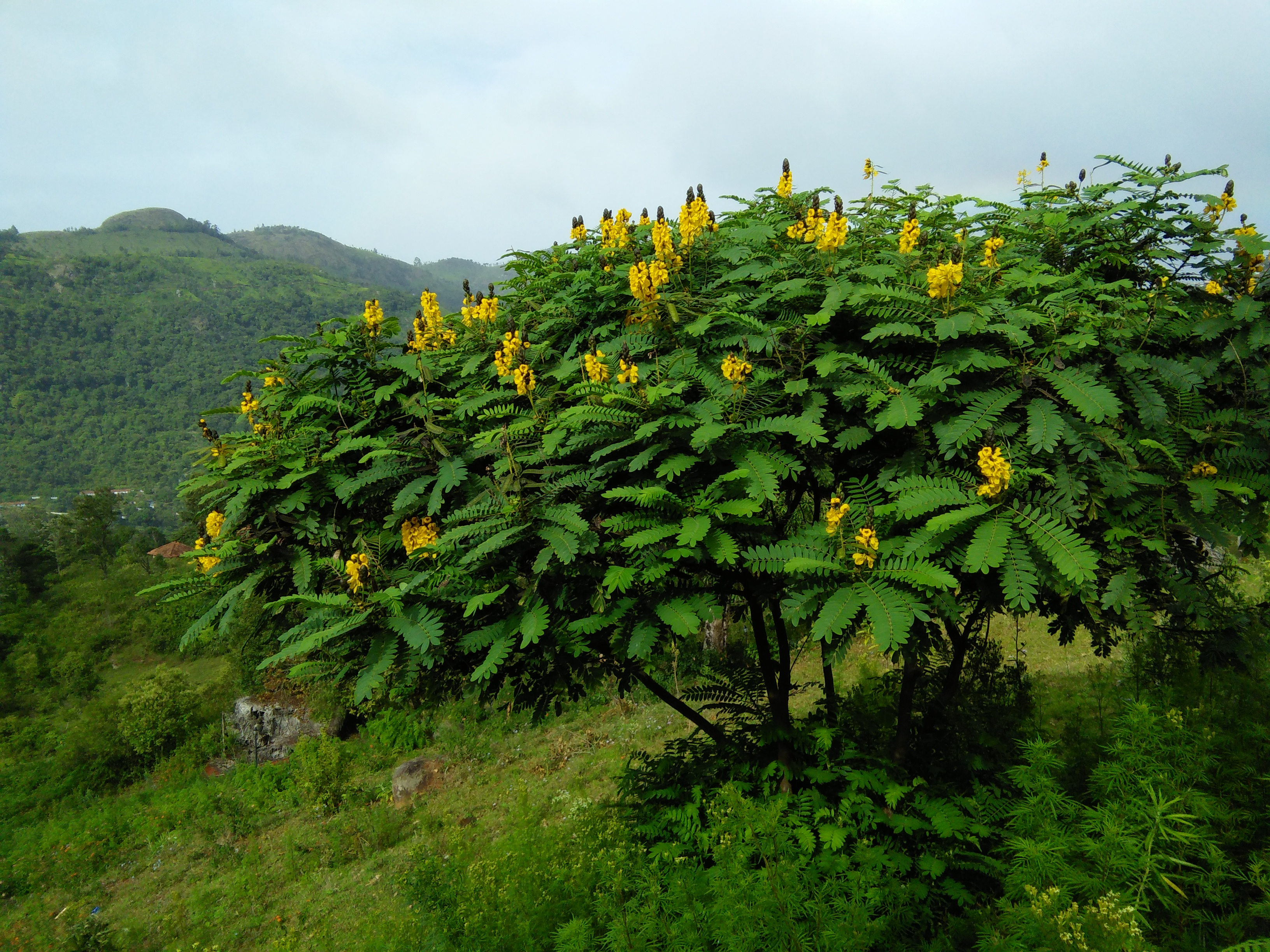
Senna didymobotrya

PokrójDrzewa (zwykle niewielkie, ale największe osiągają do 40 m wysokości), krzewy i rzadko rośliny zielne, w tym monokarpiczne – zamierające po wydaniu owoców.
LiścieSezonowe lub wiecznie zielone, skrętoległe, parzysto pierzasto złożone (bez listka szczytowego), par listków do 14.
KwiatyZwykle żółte, wyrastają w wydłużonych gronach, czasem tworzących gęsto skupione kwiatostany złożone. Działki kielicha w liczbie 5, są rozdzielone niemal do nasady i nierówne. Płatków korony jest 5, z których dolny zwykle jest mniej lub bardziej zredukowany. Pręcików jest 10, ale trzy górne są zwykle silnie zredukowane, a spośród pozostałych 2 lub 3 są dłuższe od reszty. Zalążnia górna, powstaje z jednego owocolistka zawierającego liczne zalążki.
OwoceStrąki, często drewniejące i posiadające przegrody między nasionami.

## Systematyka
Pozycja systematyczna

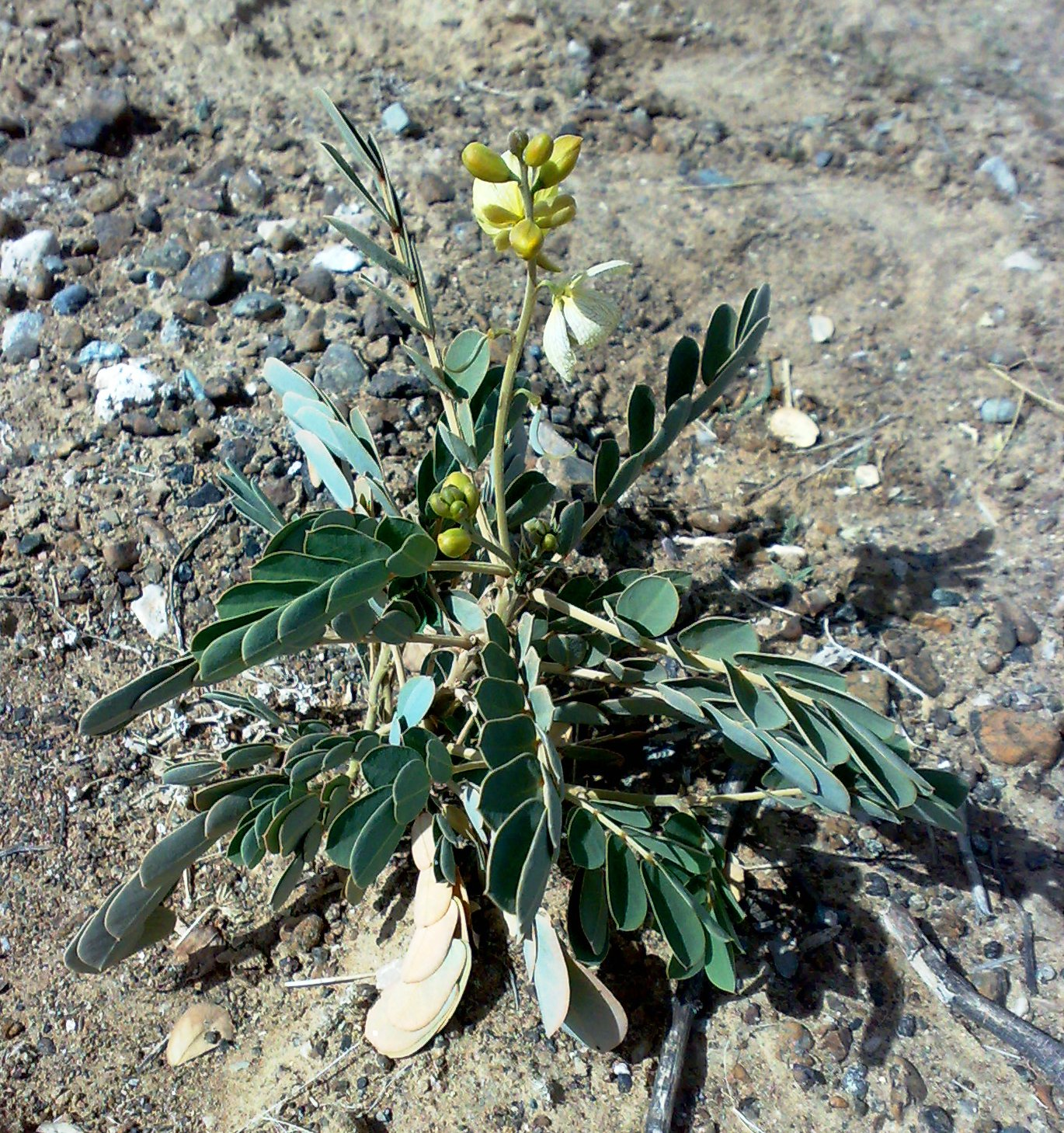
Senna italica

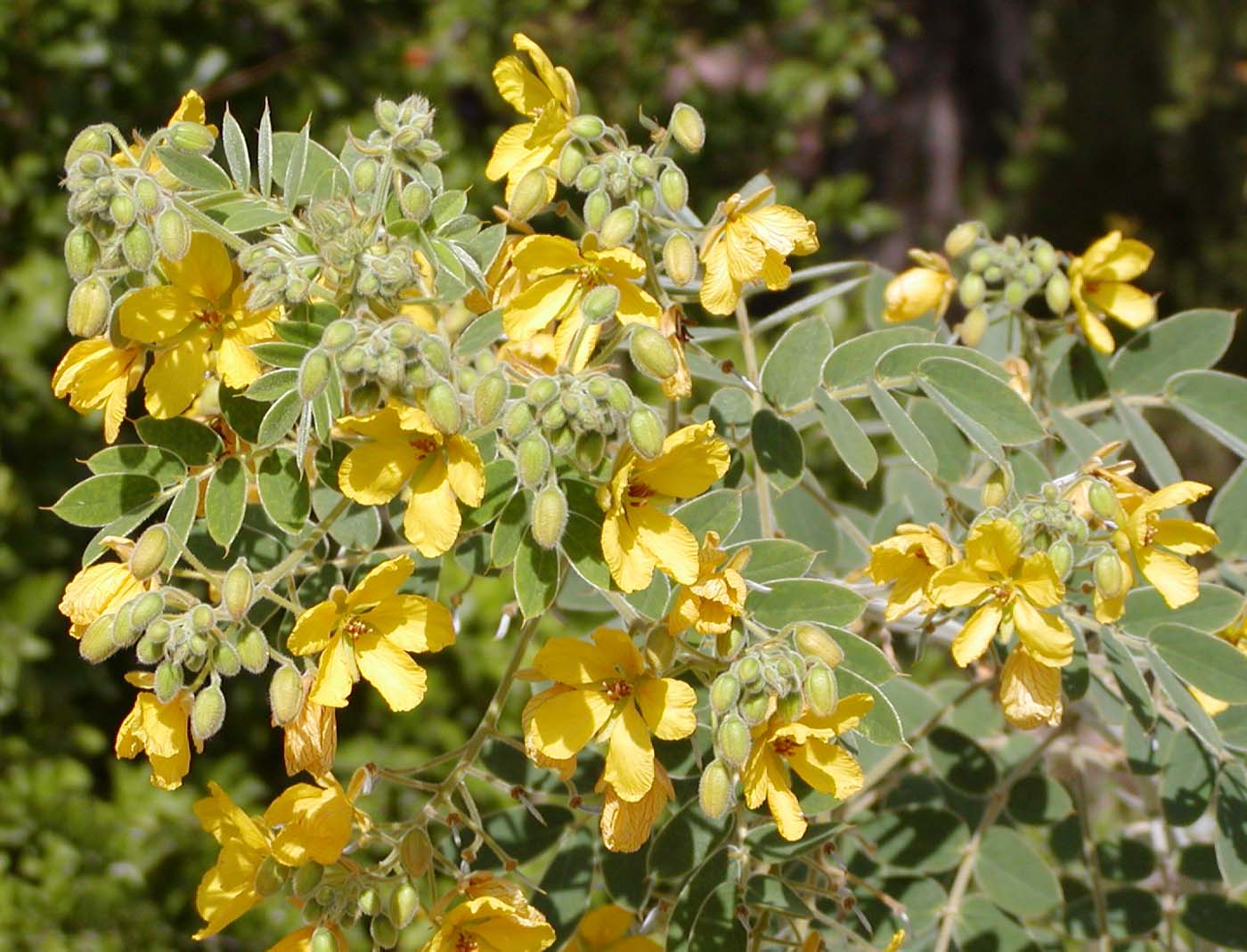
Senna lindheimeriana

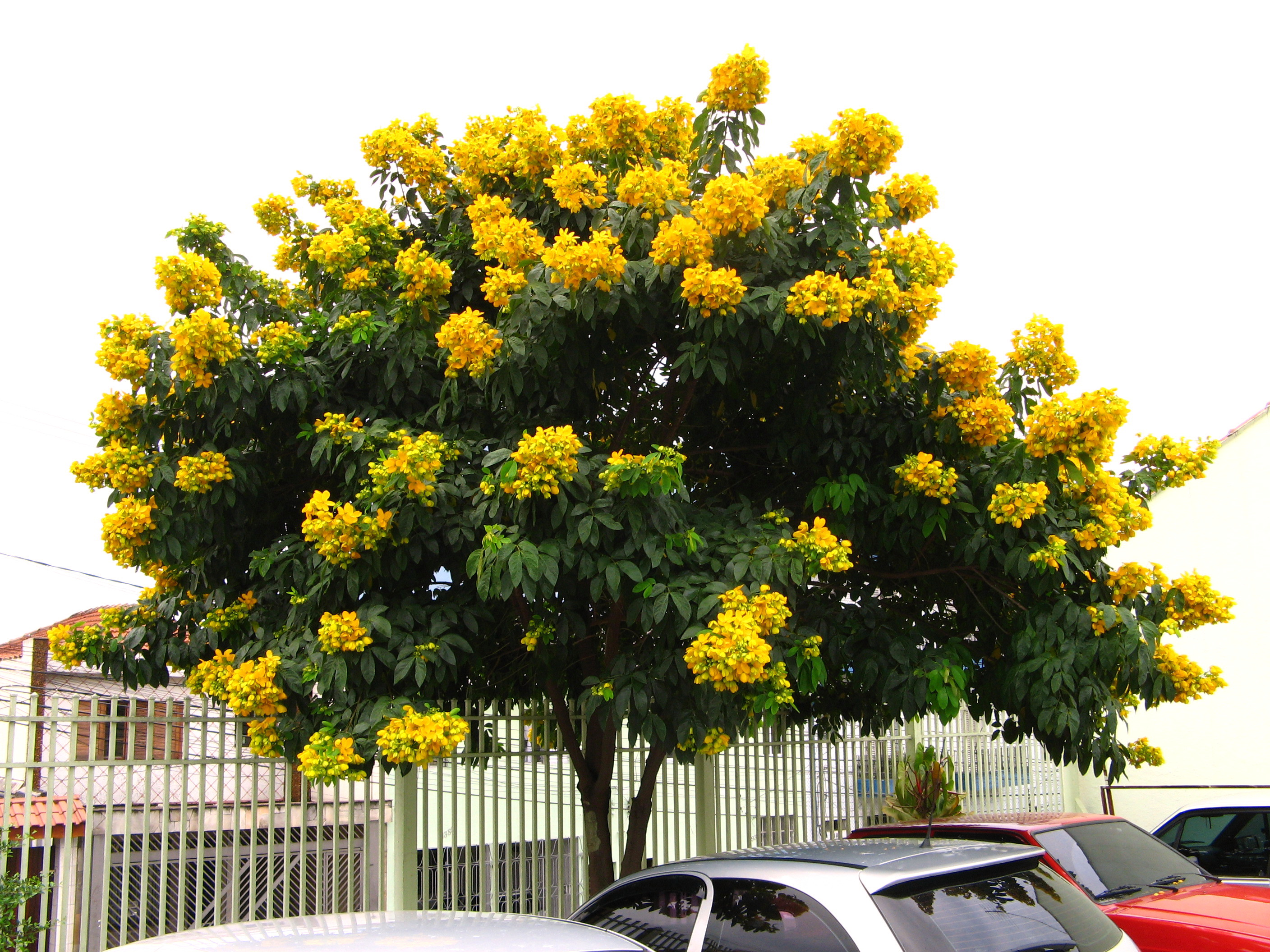
Senna macranthera

Przed latami 80. XX wieku rodzaj strączyniec Cassia był szeroko ujmowany, ale wówczas wydzielono z niego m.in. rodzaj Senna i Chamaecrista, których odrębność potwierdzona została później w badaniach molekularnych. Wszystkie trzy rodzaje tworzą plemię Cassieae w obrębie podrodziny brezylkowych Caesalpinioideae w rodzinie bobowatych Fabaceae s.l. Morfologicznie Senna różni się od pozostałych dwóch rodzajów tym, że ma nagie pylniki i nitki dolnych 2 lub 3 pręcików są dłuższe od górnych, ale nigdy dwukrotnie i więcej.
Wykaz gatunków
- Senna acanthoclada (Griseb.) H.S.Irwin & Barneby
- Senna acatlanensis C.Rojas-Mart. & A.Delgado
- Senna acclinis (F.Muell.) Randell
- Senna aciphylla (Benth. ex A.Gray) Randell
- Senna aculeata (Pohl ex Benth.) H.S.Irwin & Barneby
- Senna acunae (Borhidi) A.Barreto & Yakovlev
- Senna acuparata H.S.Irwin & Barneby
- Senna acuruensis (Benth.) H.S.Irwin & Barneby
- Senna acutisepala (Benth.) H.S.Irwin & Barneby
- Senna affinis (Benth.) H.S.Irwin & Barneby
- Senna alata (L.) Roxb. – strączyniec oskrzydlony
- Senna alexandrina Mill.
- Senna andrieuxii (Benth.) H.S.Irwin & Barneby
- Senna angulata (Vogel) H.S.Irwin & Barneby
- Senna angustisiliqua (Lam.) H.S.Irwin & Barneby
- Senna ankaranensis Du Puy & R.Rabev.
- Senna anthoxantha (Capuron) Du Puy
- Senna aphylla (Cav.) H.S.Irwin & Barneby
- Senna apiculata (M.Martens & Galeotti) H.S.Irwin & Barneby
- Senna appendiculata (Vogel) Wiersema
- Senna apsidoneura (H.S.Irwin & Barneby) H.S.Irwin & Barneby
- Senna araucarietorum H.S.Irwin & Barneby
- Senna argentea (Kunth) H.S.Irwin & Barneby
- Senna arida (Rose) H.S.Irwin & Barneby
- Senna aristeguietae H.S.Irwin & Barneby
- Senna armata (S.Watson) H.S.Irwin & Barneby
- Senna arnottiana (Hook.) H.S.Irwin & Barneby
- Senna artemisioides (Gaudich. ex DC.) Randell
- Senna atomaria (L.) H.S.Irwin & Barneby
- Senna aurantia (Ruiz & Pav. ex G.Don) H.S.Irwin & Barneby
- Senna auriculata (L.) Roxb.
- Senna aversiflora (Herb.) H.S.Irwin & Barneby
- Senna aymara H.S.Irwin & Barneby
- Senna baccarinii (Chiov.) Lock
- Senna bacillaris (L.f.) H.S.Irwin & Barneby
- Senna barclayana (Sweet) Randell
- Senna barnebyana Lass.
- Senna barronfieldii (Colla) Hewson
- Senna bauhinioides (A.Gray) H.S.Irwin & Barneby
- Senna benitoensis (Britton & P.Wilson) H.S.Irwin & Barneby
- Senna bicapsularis (L.) Roxb.
- Senna biglandularis A.O.Araujo & V.C.Souza
- Senna birostris (Dombey ex Vogel) H.S.Irwin & Barneby
- Senna bosseri Du Puy & R.Rabev.
- Senna bracteosa D.B.O.S.Cardoso & L.P.Queiroz
- Senna brongniartii (Gaudich.) H.S.Irwin & Barneby
- Senna burkartiana (Villa) H.S.Irwin & Barneby
- Senna cajamarcae H.S.Irwin & Barneby
- Senna cana (Nees & Mart.) H.S.Irwin & Barneby
- Senna candolleana (Vogel) H.S.Irwin & Barneby
- Senna cardiosperma (F.Muell.) Randell
- Senna catingae (Harms) L.P.Queiroz
- Senna caudata (Standl.) H.S.Irwin & Barneby
- Senna cearensis Afr.Fern.
- Senna centranthera H.S.Irwin & Barneby
- Senna cernua (Balb.) H.S.Irwin & Barneby
- Senna chapmanii (Isely) A.Barreto & Yakovlev
- Senna charlesiana (Symon) Randell
- Senna chloroclada (Harms) H.S.Irwin & Barneby
- Senna chrysocarpa (Desv.) H.S.Irwin & Barneby
- Senna circinnata (Benth.) Randell
- Senna cladophylla (W.Fitzg.) Randell
- Senna clavigera (Domin) Randell
- Senna cobanensis (Britton) H.S.Irwin & Barneby
- Senna coimbrae M.Nee & Barneby
- Senna collicola H.S.Irwin & Barneby
- Senna confinis (Greene) H.S.Irwin & Barneby
- Senna corifolia (Benth.) H.S.Irwin & Barneby
- Senna cornigera H.S.Irwin & Barneby
- Senna coronilloides (Benth.) Randell
- Senna corymbosa (Lam.) H.S.Irwin & Barneby
- Senna costata (J.F.Bailey & C.T.White) Randell
- Senna covesii (A.Gray) H.S.Irwin & Barneby
- Senna crassiramea (Benth.) H.S.Irwin & Barneby
- Senna crotalarioides (Kunth) H.S.Irwin & Barneby
- Senna cruckshanksii (Hook.) H.S.Irwin & Barneby
- Senna cuatrecasasii H.S.Irwin & Barneby
- Senna cumingii (Hook. & Arn.) H.S.Irwin & Barneby
- Senna curvistyla (J.M.Black) Randell
- Senna cushina (J.F.Macbr.) H.S.Irwin & Barneby
- Senna cuthbertsonii (F.Muell.) Randell
- Senna dardanoi Afr.Fern. & P.Bezerra
- Senna dariensis (Britton & Rose) H.S.Irwin & Barneby
- Senna davidsonii (V.Singh) V.Singh
- Senna demissa (Rose) H.S.Irwin & Barneby
- Senna didymobotrya (Fresen.) H.S.Irwin & Barneby
- Senna divaricata (Nees & Blume) Lock
- Senna domingensis (Spreng.) H.S.Irwin & Barneby
- Senna durangensis (Rose) H.S.Irwin & Barneby
- Senna ellisiae (Brenan) Lock
- Senna ferraria (Symon) Randell
- Senna flexuosa (Randell) Randell
- Senna ×floribunda (Cav.) H.S.Irwin & Barneby
- Senna foetidissima (Ruiz & Pav. ex G.Don) H.S.Irwin & Barneby
- Senna formosa H.S.Irwin & Barneby
- Senna fruticosa (Mill.) H.S.Irwin & Barneby
- Senna galeottiana (M.Martens) H.S.Irwin & Barneby
- Senna gardneri (Benth.) H.S.Irwin & Barneby
- Senna garrettiana (Craib) H.S.Irwin & Barneby
- Senna gaudichaudii (Hook. & Arn.) H.S.Irwin & Barneby
- Senna georgica H.S.Irwin & Barneby
- Senna glaucifolia (Randell) Randell
- Senna glutinosa (DC.) Randell
- Senna goniodes (A.Cunn. ex Benth.) Randell
- Senna gossweileri (Baker f.) Lock
- Senna guatemalensis (Donn.Sm.) H.S.Irwin & Barneby
- Senna gundlachii (Urb.) H.S.Irwin & Barneby
- Senna hamersleyensis (Symon) Randell
- Senna harleyi H.S.Irwin & Barneby
- Senna haughtii (J.F.Macbr.) H.S.Irwin & Barneby
- Senna hayesiana (Britton & Rose) H.S.Irwin & Barneby
- Senna hebecarpa (Fernald) H.S.Irwin & Barneby
- Senna heptanthera Randell
- Senna herzogii (Harms) H.S.Irwin & Barneby
- Senna hilariana (Benth.) H.S.Irwin & Barneby
- Senna hirsuta (L.) H.S.Irwin & Barneby
- Senna holosericea (Fresen.) Greuter
- Senna holwayana (Rose) H.S.Irwin & Barneby
- Senna hookeriana Batke
- Senna huancabambae (Harms) H.S.Irwin & Barneby
- Senna huidobriana (Phil.) Zoellner & San Martin
- Senna huilana (Britton & Rose) H.S.Irwin & Barneby
- Senna humifusa (Brenan) Lock
- Senna incarnata (Benth.) H.S.Irwin & Barneby
- Senna insularis (Britton & Rose) H.S.Irwin & Barneby
- Senna intermedia (B.D.Sharma, Vivek. & Rathakr.) V.Singh
- Senna italica Mill.
- Senna itatiaiae H.S.Irwin & Barneby
- Senna juchitanensis Saynes & R.Torres
- Senna koelziana H.S.Irwin & Barneby
- Senna kuhlmannii Hoehne
- Senna kurtzii (Harms) H.S.Irwin & Barneby
- Senna lactea (Vatke) Du Puy
- Senna lasseigniana H.S.Irwin & Barneby
- Senna latifolia (G.Mey.) H.S.Irwin & Barneby
- Senna leandrii (Ghesq.) Du Puy
- Senna lechriosperma H.S.Irwin & Barneby
- Senna leiophylla (Vogel) H.S.Irwin & Barneby
- Senna leptoclada (Benth.) Randell
- Senna ligustrina (L.) H.S.Irwin & Barneby
- Senna lindheimeriana (Scheele) H.S.Irwin & Barneby
- Senna longiglandulosa (Benth.) H.S.Irwin & Barneby
- Senna longiracemosa (Vatke) Lock
- Senna loretensis (Killip) H.S.Irwin & Barneby
- Senna lourteigiana H.S.Irwin & Barneby
- Senna macranthera (DC. ex Collad.) H.S.Irwin & Barneby
- Senna macrophylla (Kunth) H.S.Irwin & Barneby
- Senna magnifolia (F.Muell.) Randell
- Senna malaspinae H.S.Irwin & Barneby
- Senna mandonii (Benth.) H.S.Irwin & Barneby
- Senna manicula (Symon) Randell
- Senna marilandica (L.) Link
- Senna martiana (Benth.) H.S.Irwin & Barneby
- Senna mensicola (H.S.Irwin & Barneby) H.S.Irwin & Barneby
- Senna meridionalis (R.Vig.) Du Puy
- Senna mexicana (Jacq.) H.S.Irwin & Barneby
- Senna mollissima (Humb. & Bonpl. ex Willd.) H.S.Irwin & Barneby
- Senna monilifera H.S.Irwin & Barneby
- Senna monozyx (H.S.Irwin & Barneby) H.S.Irwin & Barneby
- Senna montana (B.Heyne ex Roth) V.Singh
- Senna morongii (Britton) H.S.Irwin & Barneby
- Senna mucronifera (Mart. ex Benth.) H.S.Irwin & Barneby
- Senna multifoliolata (Paul G.Wilson) H.S.Irwin & Barneby
- Senna multiglandulosa (Jacq.) H.S.Irwin & Barneby
- Senna multijuga (Rich.) H.S.Irwin & Barneby
- Senna mutisiana (Kunth) H.S.Irwin & Barneby
- Senna nana (Benth.) H.S.Irwin & Barneby
- Senna neglecta (Vogel) H.S.Irwin & Barneby
- Senna nicaraguensis (Benth.) H.S.Irwin & Barneby
- Senna nitida (Rich.) H.S.Irwin & Barneby
- Senna notabilis (F.Muell.) Randell
- Senna nudicaulis (Burkart) H.S.Irwin & Barneby
- Senna obliqua (G.Don) H.S.Irwin & Barneby
- Senna oblongifolia (Vogel) H.S.Irwin & Barneby
- Senna obtusifolia (L.) H.S.Irwin & Barneby
- Senna occidentalis (L.) Link
- Senna oligoclada (F.Muell.) Randell
- Senna orcuttii (Britton & Rose) H.S.Irwin & Barneby
- Senna organensis (Glaz. ex Harms) H.S.Irwin & Barneby
- Senna oxyphylla (Kunth) H.S.Irwin & Barneby
- Senna pachyrrhiza (L.Bravo) H.S.Irwin & Barneby
- Senna pallida (Vahl) H.S.Irwin & Barneby
- Senna papillosa (Britton & Rose) H.S.Irwin & Barneby
- Senna paposana (Phil.) Zoellner & San Martin
- Senna paradictyon (Vogel) H.S.Irwin & Barneby
- Senna paraensis (Ducke) H.S.Irwin & Barneby
- Senna pendula (Humb. & Bonpl. ex Willd.) H.S.Irwin & Barneby
- Senna pentagonia (Mill.) H.S.Irwin & Barneby
- Senna peralteana (Kunth) H.S.Irwin & Barneby
- Senna perrieri (R.Vig.) Du Puy
- Senna petersiana (Bolle) Lock
- Senna phlebadenia H.S.Irwin & Barneby
- Senna phyllodinea (R.Br.) Symon
- Senna pilifera (Vogel) H.S.Irwin & Barneby
- Senna pilocarina (Symon) Randell
- Senna pilosior (B.L.Rob.) H.S.Irwin & Barneby
- Senna pinheiroi H.S.Irwin & Barneby
- Senna pistaciifolia (Kunth) H.S.Irwin & Barneby
- Senna planitiicola (Domin) Randell
- Senna pleurocarpa (F.Muell.) Randell
- Senna pneumatica H.S.Irwin & Barneby
- Senna podocarpa (Guill. & Perr.) Lock
- Senna polyantha (Collad.) H.S.Irwin & Barneby
- Senna polyphylla (Jacq.) H.S.Irwin & Barneby
- Senna praeterita H.S.Irwin & Barneby
- Senna procumbens Randell
- Senna pumilio (A.Gray) H.S.Irwin & Barneby
- Senna punoensis Lass.
- Senna purpusii (Brandegee) H.S.Irwin & Barneby
- Senna quinquangulata (Rich.) H.S.Irwin & Barneby
- Senna racemosa (Mill.) H.S.Irwin & Barneby
- Senna reniformis (G.Don) H.S.Irwin & Barneby
- Senna reticulata (Willd.) H.S.Irwin & Barneby
- Senna rigidicaulis (Burkart ex L.Bravo) H.S.Irwin & Barneby
- Senna ripleyana (H.S.Irwin & Barneby) H.S.Irwin & Barneby
- Senna rizzinii H.S.Irwin & Barneby
- Senna robiniifolia (Benth.) H.S.Irwin & Barneby
- Senna roemeriana (Scheele) H.S.Irwin & Barneby
- Senna rostrata (Mart.) H.S.Irwin & Barneby
- Senna rugosa (G.Don) H.S.Irwin & Barneby
- Senna ruiziana (G.Don) H.S.Irwin & Barneby
- Senna rupununiensis H.S.Irwin & Barneby
- Senna ruspolii (Chiov.) Lock
- Senna saeri (Pittier) H.S.Irwin & Barneby
- Senna sandwithiana H.S.Irwin & Barneby
- Senna santanderensis (Britton & Killip) H.S.Irwin & Barneby
- Senna scabriuscula (Vogel) H.S.Irwin & Barneby
- Senna scandens (G.Don) H.S.Irwin & Barneby
- Senna septemtrionalis (Viv.) H.S.Irwin & Barneby
- Senna sericea (Symon) Albr. & Symon
- Senna siamea (Lam.) H.S.Irwin & Barneby
- Senna silvestris (Vell.) H.S.Irwin & Barneby
- Senna singueana (Delile) Lock
- Senna skinneri (Benth.) H.S.Irwin & Barneby
- Senna smithiana (Britton & Rose) H.S.Irwin & Barneby
- Senna sophera (L.) Roxb.
- Senna sousana H.S.Irwin & Barneby
- Senna spectabilis (DC.) H.S.Irwin & Barneby
- Senna spinescens (Hoffmanns. ex Vogel) H.S.Irwin & Barneby
- Senna spiniflora (Burkart) H.S.Irwin & Barneby
- Senna spinigera (Rizzini) H.S.Irwin & Barneby
- Senna splendida (Vogel) H.S.Irwin & Barneby
- Senna stenophylla (Britton) H.S.Irwin & Barneby
- Senna stipulacea (Aiton) H.S.Irwin & Barneby
- Senna stowardii (S.Moore) Randell
- Senna stricta (Randell) Randell
- Senna suarezensis (Capuron) Du Puy
- Senna subtrijuga H.S.Irwin & Barneby
- Senna subulata (Griseb.) H.S.Irwin & Barneby
- Senna sulfurea (DC. ex Collad.) H.S.Irwin & Barneby
- Senna surattensis (Burm.f.) H.S.Irwin & Barneby – strączyniec piłkowany
- Senna symonii (Randell) Randell
- Senna talpana H.S.Irwin & Barneby
- Senna tapajozensis (Ducke) H.S.Irwin & Barneby
- Senna tenuifolia (Vogel) H.S.Irwin & Barneby
- Senna timoriensis (DC.) H.S.Irwin & Barneby
- Senna tocotana (Rose ex Britton & Killip) Silverst.
- Senna tonduzii (Standl.) H.S.Irwin & Barneby
- Senna tora (L.) Roxb.
- Senna trachypus (Mart. ex Benth.) H.S.Irwin & Barneby
- Senna trianae H.S.Irwin & Barneby
- Senna trolliiflora H.S.Irwin & Barneby
- Senna tropica (Vell.) H.S.Irwin & Barneby
- Senna truncata (Brenan) Lock
- Senna tuhovalyana (Aké Assi) Lock
- Senna uncata H.S.Irwin & Barneby
- Senna undulata (Benth.) H.S.Irwin & Barneby
- Senna uniflora (Mill.) H.S.Irwin & Barneby
- Senna unijuga (Rose) H.S.Irwin & Barneby
- Senna urmenetae (Phil.) H.S.Irwin & Barneby
- Senna vargasii (Schery) H.S.Irwin & Barneby
- Senna velutina (Vogel) H.S.Irwin & Barneby
- Senna venusta (F.Muell.) Randell
- Senna versicolor (Meyen ex Vogel) H.S.Irwin & Barneby
- Senna viarum (Little) H.S.Irwin & Barneby
- Senna viciifolia (Benth.) H.S.Irwin & Barneby
- Senna viguierella (Ghesq.) Du Puy
- Senna villosa (Mill.) H.S.Irwin & Barneby
- Senna viminea (L.) H.S.Irwin & Barneby
- Senna weddelliana H.S.Irwin & Barneby
- Senna williamsii (Britton & Rose) H.S.Irwin & Barneby
- Senna wislizeni (A.Gray) H.S.Irwin & Barneby
- Senna wurdackii H.S.Irwin & Barneby